# Hroznata d'Ovenec
Hroznata d'Ovenec, aussi connu sous le nom de Croznato (né vers 1160 à Teplá dans le duché de Bohême et mort le 14 juillet 1217 à Alt-Kinsberg) est un chanoine prémontré tchèque, dont le culte au titre de bienheureux est reconnu par le pape Léon XIII le 16 septembre 1897.

## Biographie

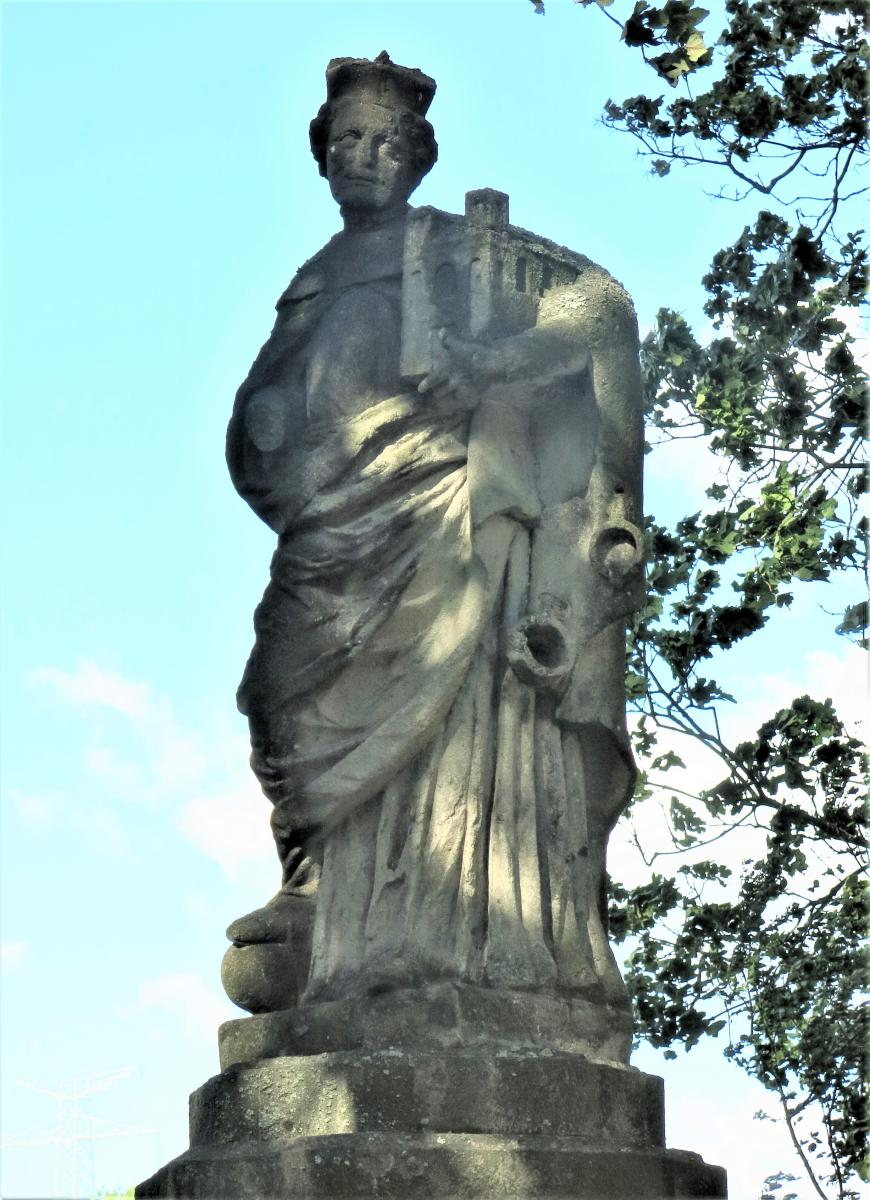
Statue dans le parc de l'abbaye de Teplá.

Né vers 1160 à dans la famille noble des Hroznatovci (cs), qui prend ensuite le nom de von Guttenstein, Hroznata est éduqué à Cracovie par sa sœur Vojslava. Son père Sezema est chambellan de la princesse Judith de Bohême, et sa famille possède de nombreuses terres à Ovenec (aujourd'hui Bubeneč), ainsi qu'en Bohême occidentale. Après son retour à Prague, Hroznata prend place à la cour du roi Ottokar Ier.
A sa majorité, et après la mort prématurée de sa femme et de son fils, il décide de fonder un monastère. Après avoir fondé l'abbaye de Teplá en 1193, alors dans le diocèse de Prague, il tente de rejoindre la croisade d'Henri VI et gagne l'Italie. La croisade étant dissoute en 1197 à Brindisi, il obtient du pape Célestin II d'être dispensé de son vœu, à condition d'établir un monastère de moniales norbertines, ce qu'il fait en 1202 à Chotěšov avec sa sœur Vojslava.

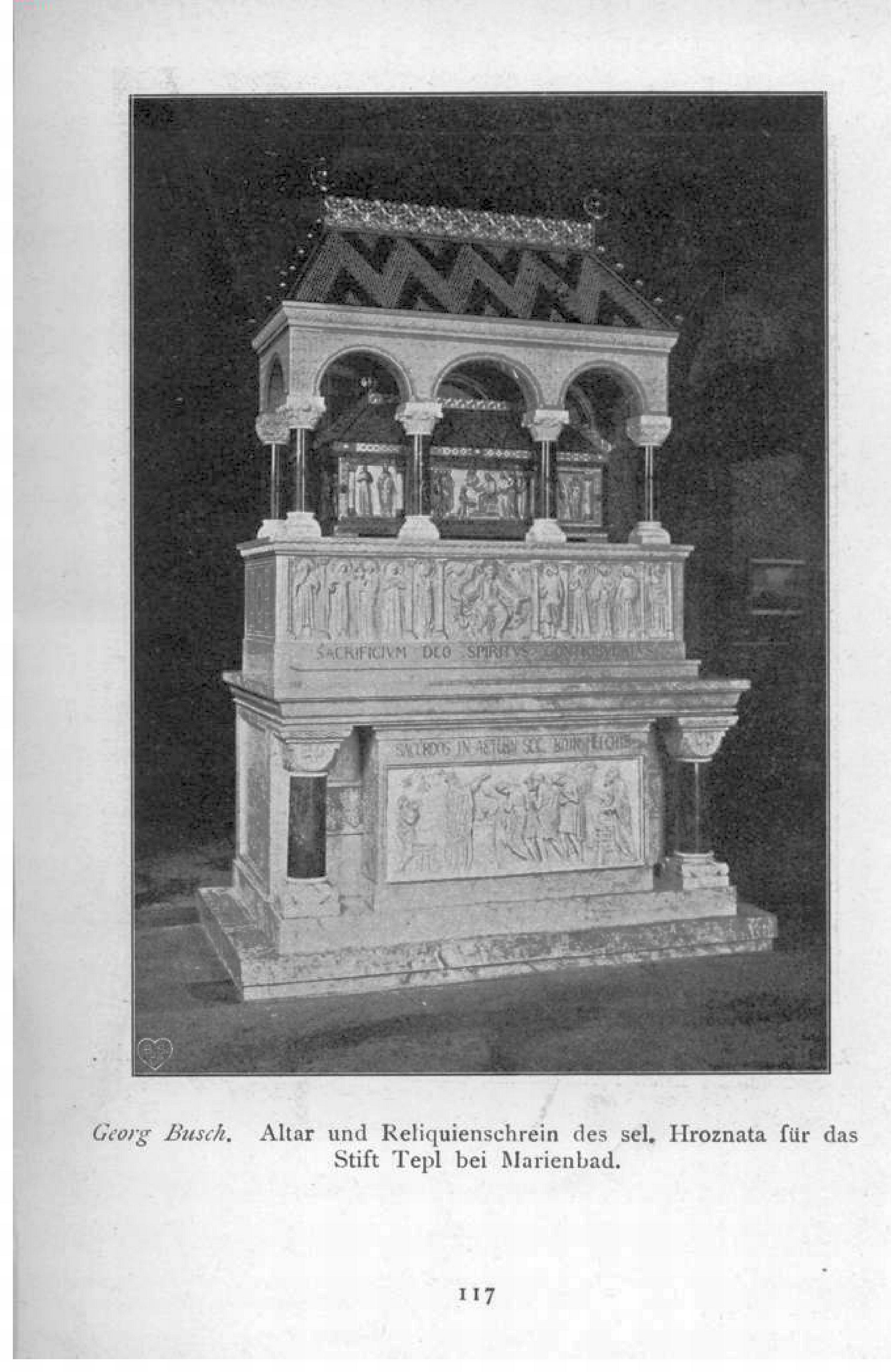
Ancien tombeau dans l'abbatiale de Teplá.

Une fois cette fondation assurée, Hroznata retourne à Rome où il reçoit du pape Innocent III l'habit prémontré. Religieux non-prêtre, il est chargé de l'administration temporelle des biens de l'abbaye de Teplá, et multiplie son patrimoine, si bien qu'il aiguise l'envie de seigneurs voisins. Ceux-ci le capturent lors d'une de ses visites des granges de l'abbaye, et le conduisent au château d'Alt-Kinsberg, où il meurt le 14 juillet 1217 des mauvais traitement qui lui sont infligés. Le lieu de sa mort, aujourd'hui dans la commune d'Egra, prend ensuite le nom de Hrozňatov (cs) en l'honneur de Hroznata.

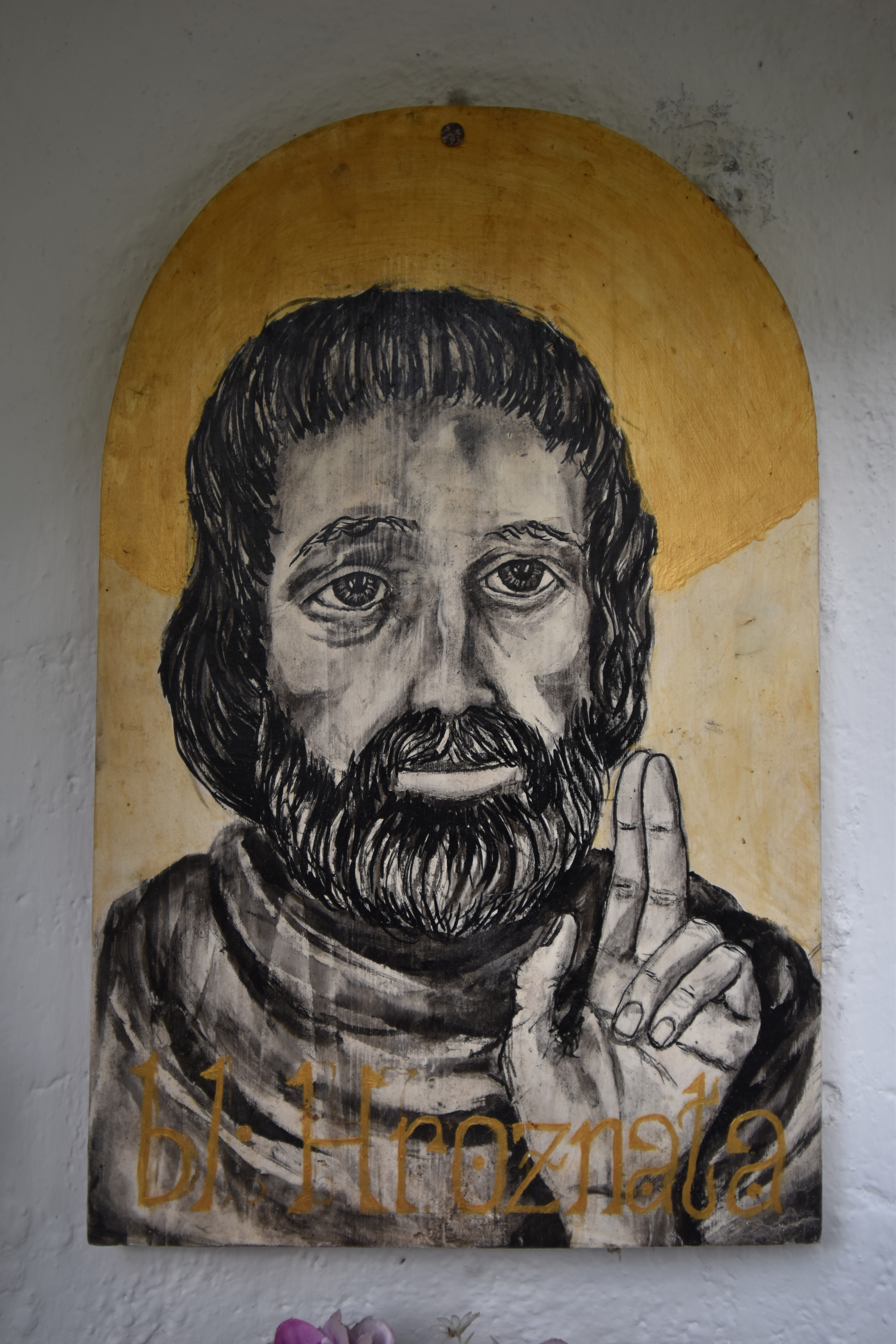
Image de dévotion contemporaine à Jezná.

Dès sa mort, Hroznata d'Ovenec est considéré comme un martyr de la cause de la liberté de l’Église envers les pouvoirs séculiers. Il est inhumé dans le chœur de l'abbatiale de Teplá et reçoit une vénération comme bienheureux dans l'ordre de Prémontré. Au milieu du XIIIe siècle, son hagiographie, la Vita fratris Hroznatae (cs), est rédigée par un chanoine prémontré anonyme, seulement 40 ans après sa mort. Son culte au titre de bienheureux est autorisé et confirmé le 16 septembre 1897 par le pape Léon XIII.
Lorsque l'abbaye est confisquée par les autorités communistes de Tchécoslovaquie et remise à l'armée, le curé du lieu recueille et cache ses ossements. Son corps retrouve sa place dans l'abbatiale le 14 juillet 1993, après la restauration de la vie religieuse. En 1997, il devient le saint patron du nouveau diocèse de Plzeň.